# بروتوكول وايلي
بروتوكول وايلي نوع مثير للجدل من العلاج البديل باستخدام الهرمونات وضعه المؤلف وايلي. يدعي البروتوكول تخفيف أعراض انقطاع الطمث ولكن يتم الترويج له أيضًا بتحسين الصحة العامة من خلال ضبط الدورة الهرمونية الشهرية للمرأة قبل انقطاع الطمث باستخدام جرعات إيقاعية منتظمة من الهرمونات المظبوطة تركيزاتها. يدعي وايلي أن البروتوكول أبعد بكثير عن كونه علاجًا للأعراض.
انتُقد البروتوكول من قِبَل أعضاء المجتمع الطبي بسبب جرعات الهرمونات المستخدمة، والآثار الجانبية للعلاج، والآثار الفسيولوجية المحتملة، وعدم صول وايلي على المؤهلات الطبية أو السريرية لتصميم البروتوكول، وعدم وجود أدلة تجريبية تدل على كون البروتوكول آمنًا وفعالًا، والمشاكل الأخلاقية مع التجربة السريرية التي تمت لاختبار البروتوكول والصراعات المالية المحتملة بشأن الحوافز المالية.

## الجرعات المحددة
يستخدم بروتوكول وايلي الهرمونات المماثلة لتلك الموجودة في الجسم، وتحديدًا الإستراديول والبروجسترون. يتم إعطاء الهرمونات عبر لصاقة جلدية، وذلك باستخدام كريم موضعي. تختلف جرعات الهرمونات طوال 28 يومًا والتي تم تصميمها لتقليد مستويات الهرمونات والتغيرات التي تطرأ على المرأة الشابة في فترات الحيض المنتظمة، ومع كل دورة هرمونية في أوقات منفصلة طوال الفترة. يتم الترويج للبروتوكول بأنه يختلف عن العلاج بالهرمونات البديلة التقليدية بعدة طرق:
- استخدام الهرمونات المستمدة من النباتات التي تماثل الهرمونات الذاتية الموجودة في الجسم، بدلًا من المشتقات الاصطناعية للعلاج بالهرمونات البديلة التقليدية مثل بريمارين.[6]
- تختلف الجرعة على مدار 28 يومًا بدلا من أن تبقى ثابتة[7]
- يحدد البروتوكول الاستخدام الموضوعي بدلًا من تناول الدواء عن طريق الفم[8]
- يتضمن البروتوكول أيضًا برنامج متابعة لمراقبة تركيزات الهرمونات البيولوجية في بلازما الدم

وقد ذكر وايلي أن أهم جانب من جوانب البروتوكول هو وجود جدول ومستويات محددة من جرعات الهرمونات.
تم منح براءة اختراع للبروتوكول في عام 2011 لتميزه باستخدام الهرمونات بطريقة وجرعة محددة.

## الانتقادات
أُثيرت مخاوف من أن مستويات الهرمونات في الدم قد لا تكون علامة مقبولة للهرمونات التي تعطى موضعيًا عن طريق الجلد، كما عانت بعض النساء من آثار جانبية كبيرة أثناء اتباع البروتوكول وتوقفت عن استخدامه، وأن الجرعات المستخدمة تعتبر مرتفعة جدًا وغير فسيولوجية.
انتقد بعض الأطباء وايلي وسوزان سومرز لترويجهم لبروتوكول وايلي. أصدرت مجموعة تتكون من سبعة أطباء رسالة عامة إلى سومرز وناشرها «كراون»، يقولون فيها إن البروتوكول «غير مثبت علميًا وخطير»، وأشاروا إلى نقص مؤهلات وايلي الطبية والسريرية. وقد انتقد بروتوكول وايلي باعتباره غير أخلاقي بسبب بدء المرحلة الثانية من التجارب السريرية مع عدم وجود المرحلة الأولى، وعدم موافقة مجلس المراجعة المؤسسية، وعدم وجود باحث علمي من ذوي الخبرة الرائدة وعدم وجود معايير للإقصاء أو البقاء، ولا يوجد دليل على أن مجتمع الدراسة قد قيل إن البحث لم يجتاز مراجعة أخلاقية، كما أُثيرت المخاوف بشأن تضارب المصالح فيما يتعلق بالحوافز المالية.

## وصلات خارجية
- Menopause management على مشروع الدليل المفتوح
- T. S. Wiley's official web site
- Wiley Watch, a website critical of the Wiley Protocol